# Diego Krapf
Diego Krapf (Rosario, 21 de noviembre de 1973) es un doctor en Física que trabaja como Profesor e Investigador Independiente en el Departamento de Ingeniería Eléctrica y Computacion de la Universidad Estatal de Colorado. Es conocido por su trabajo en el campo de difusión anómala y ergodicidad.   

## Biografía
Diego Krapf creció en la ciudad de Rosario, y fue alumno del Instituto Politécnico Superior, donde cursó la especialidad de electrotecnia. En 1992, al finalizar la escuela secundaria, Krapf emigró a Israel, adonde se enroló en la carrera de física en el Instituto Racah de la Universidad Hebrea de Jerusalén.
Krapf tiene un título en física (1997), una maestría en física aplicada (2000) y un doctorado en física aplicada (2004) de la Universidad Hebrea de Jerusalén.  Luego de completar su doctorado en mecánica cuántica de nanoestructuras de silicio, realizó un postdoctorado en la Universidad Técnica de Delft, en los Países Bajos (2007). En su postdoctorado se embarcó en investigaciones sobre la fabricación de nanoelectrodos y en experimentos de biofísica de moléculas únicas utilizando nanoporos bajo la supervisión de Cees Dekker y Serge Lemay.

## Investigación
Desde el 2007, Krapf es investigador independiente en la Universidad Estatal de Colorado, donde dirige un laboratorio de biofísica enfocado en la difusión anómala y la arquitectura celular mediante una combinación de herramientas analíticas y experimentales que incluyen el seguimiento de partículas únicas y el empleo de técnicas de superresolución.
En 2011, Krapf y su equipo de la Universidad Estatal de Colorado demostraron que el movimiento de las proteínas de membrana sobre la superficie celular de mamíferos exhibe difusión anómala con un mecanismo subyacente no ergódico. Estos resultados representaron un gran avance en la comprensión de la dinámica de membrana ya que proporcionan una forma revolucionaria para interpretar el movimiento de proteínas de membrana. Continuando con la investigación de canales iónicos, en colaboración con Michael Tamkun, Krapf ha descubierto que ciertos canales iónicos, además de mantener el control de las corrientes eléctricas en las células, también sirven como centros de transporte para otras proteínas de la superficie celular.  En 2017, el laboratorio dirigido por Diego Krapf descubrió que debido a procesos complejos de ramificación, el citoesqueleto de actina adyacente a la membrana plasmática en células de mamíferos forma una intrincada estructura fractal. En 2018, un equipo internacional liderado por Krapf en el que participaron investigadores de la Universidad de Massachusetts y del Instituto de Biología y Medicina Experimental (Argentina) reveló por primera vez la organización del citoesqueleto en el flagelo del espermatozoide por medio de imágenes tridimensionales de superresolución. En este trabajo, se descubrió que en la pieza media de los espermatozoides de roedores, el citoesqueleto de actina forma una doble hélice que sigue a la vaina mitocondrial, un tipo de estructura filamentosa que no se había observado previamente.